# Wissous
Wissous là một xã ở tỉnh Essonne thuộc vùng Île-de-France miền bắc nước Pháp.
Theo điều tra dân số năm 1999, dân số xã này là 5.160 người. Ước tính dân số năm 2004 là 4.820.
Danh xưng cư dân địa phương Wissous trong tiếng Pháp là Wissoussiens.